# Księstwo Warszawskie

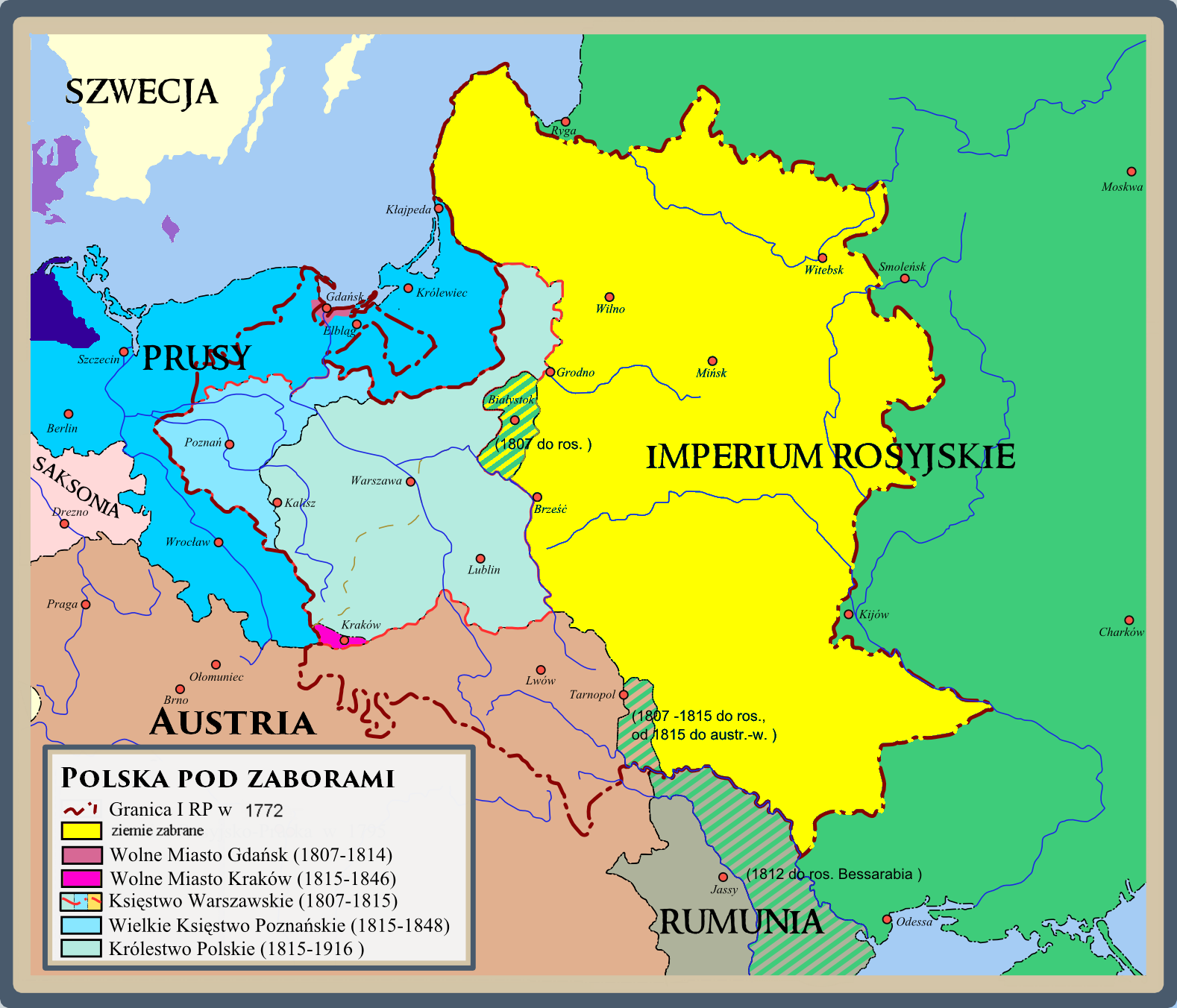
Ziemie polskie pod zaborami

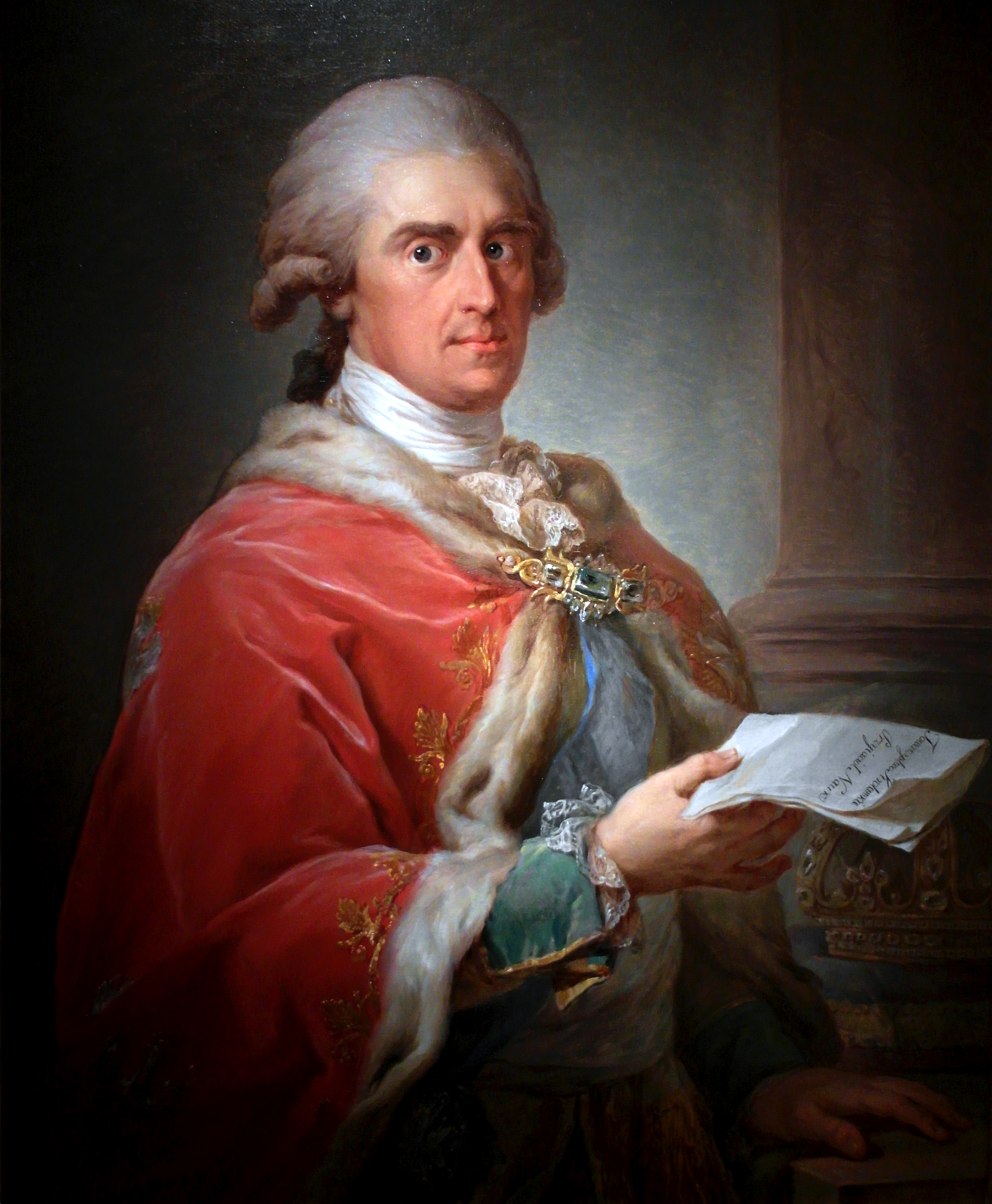
Fryderyk August, książę warszawski, obraz pędzla Marcello Bacciarellego z ok. 1808-1809 roku

Księstwo Warszawskie (fr. Duché de Varsovie, niem. Herzogtum Warschau) – istniejące w latach 1807–1815 państwo polskie związane unią personalną z Królestwem Saksonii. Formalnie niepodległe, z własną konstytucją, Sejmem, Senatem, rządem i armią oraz suwerennym władcą, którym był król saski. Faktycznie terytorium zależne od Cesarstwa Francuskiego podporządkowane Napoleonowi Bonaparte jako cesarzowi Francuzów i protektorowi Związku Reńskiego, w skład którego wchodziło Królestwo Saksonii. Utworzone w 1807 roku na mocy pokoju w Tylży z części ziem zaboru pruskiego. W 1809 w wyniku wojny z Austrią powiększone o część ziem zaboru austriackiego. W czerwcu 1812 roku przekształcone formalnie przez Konfederację Generalną (skonfederowany Sejm) w Królestwo Polskie. Od lutego 1813 roku okupowane przez armię rosyjską. Na kongresie wiedeńskim w 1815 roku podzielone między Rosję, Prusy i Austrię, przy czym większość terytorium przypadła Rosji, gdzie utworzono podległe jej Królestwo Polskie.

## Geneza i początki Księstwa

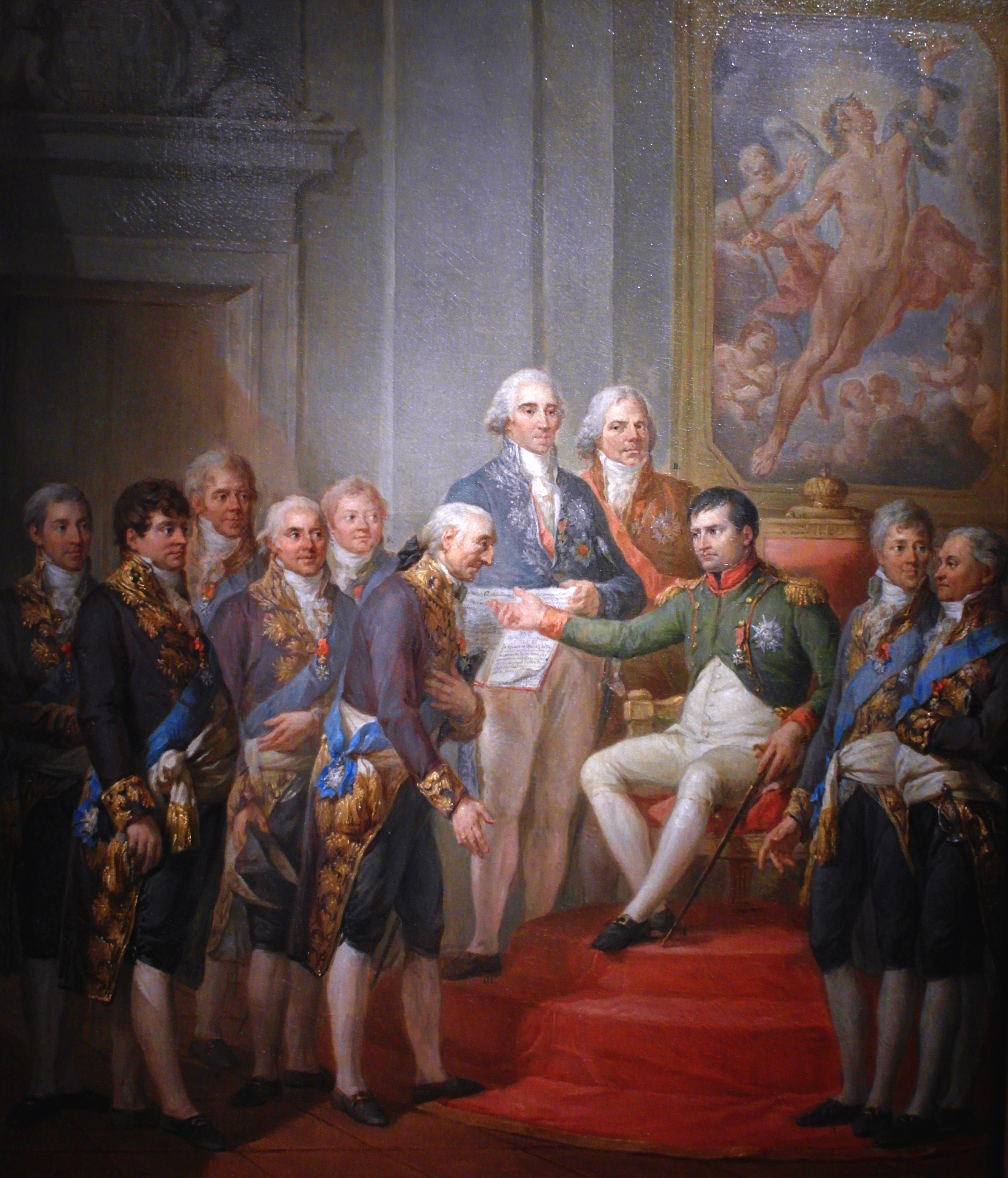
Marcello Bacciarelli, Nadanie Konstytucji Księstwu Warszawskiemu przez Napoleona, 1809–1811 (replika zaginionego oryginału)

Utworzenie Księstwa Warszawskiego było efektem wojny między napoleońską Francją a Prusami i Rosją, które zawiązały IV koalicję antyfrancuską. Jesienią 1806 roku w krótkiej kampanii wojska Napoleona pokonały armię pruską, a niedługo później wkroczyły na terytoria polskie, zajęte przez Prusy w czasie rozbiorów. Na zajętych przez Francuzów terenach utworzono polską administrację tymczasową, jednak dalsze losy ziem polskich pozostawały niepewne. Siły Napoleona wciąż walczyły z armią rosyjską i resztkami wojsk pruskich, a cesarz Francuzów unikał jasnych deklaracji w sprawie ewentualnego odrodzenia Polski. Ostatecznie po przegranej przez Rosjan bitwie pod Frydlandem rozpoczęły się negocjacje francusko-rosyjskie, a 7 lipca 1807 roku Napoleon i car Aleksander I zawarli pokój w Tylży. Jednym z jego postanowień było utworzenie z części ziem zaboru pruskiego nowego, de facto zależnego od Francji państwa – Księstwa Warszawskiego.

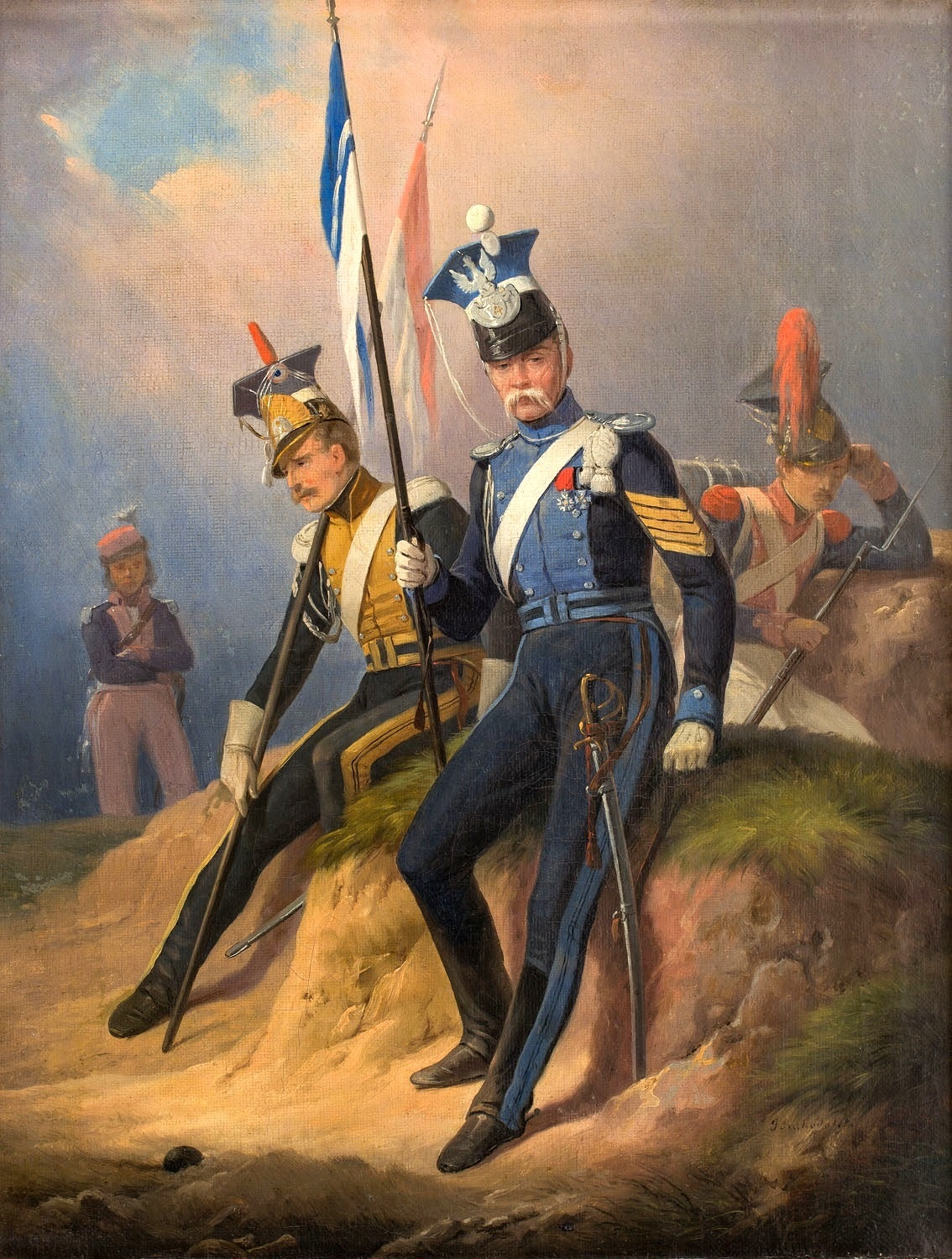
Ułani Księstwa Warszawskiego

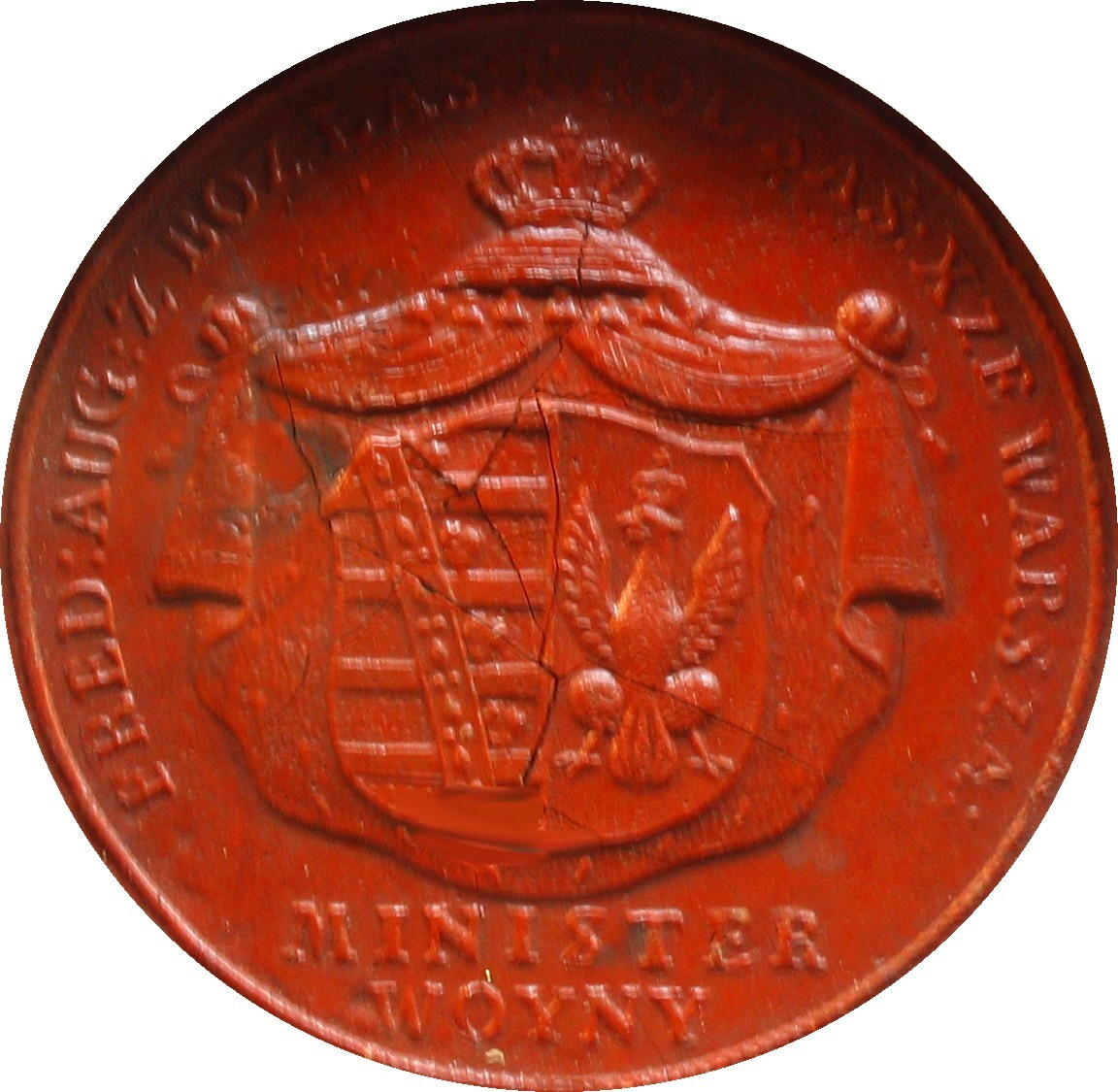
Pieczęć ministra wojny Księstwa Warszawskiego

### Wojna Francji z Prusami i Rosją
Po zwycięstwie nad koalicją austriacko-rosyjską w bitwie pod Austerlitz 2 grudnia 1805 roku, Napoleon narzucił Austrii niekorzystny dla niej pokój w Preszburgu. W wyniku klęski Austria utraciła wpływy w krajach niemieckich, a na początku 1806 roku Święte Cesarstwo Rzymskie zostało rozwiązane. Napoleon postanowił wówczas umocnić swoją pozycję w Niemczech i w lipcu 1806 r. utworzył podporządkowaną Francji federację państw niemieckich – Związek Reński. To posunięcie podważyło wpływy Prus w regionie i stało się główną przyczyną wojny, którą król Fryderyk Wilhelm III wypowiedział Francji na początku października.
Kampania przebiegała bardzo szybko i niepomyślnie dla Prus. Już 14 października 1806 roku armia pruska została rozbita w bitwach pod Jeną i Auerstedt, a 27 października Napoleon uroczyście wjechał do zajętego Berlina. Mimo francuskich zwycięstw Prusacy kontynuowali wojnę, licząc na pomoc ze strony sprzymierzonych wojsk rosyjskich. Napoleońska Wielka Armia postępowała więc na wschód, zbliżając się do ziem polskich, które po rozbiorach Polski stały się częścią Prus.
Już na początku wojny przy francuskiej armii utworzono Legie Północne złożone z Polaków, którzy zdezerterowali z oddziałów pruskich. Napoleon polecił także sprowadzić do swojej kwatery Jana Henryka Dąbrowskiego, twórcę Legionów Polskich we Włoszech, który w tym czasie dowodził polskimi oddziałami na służbie Królestwa Neapolu. Cesarz Francuzów rozważał wykorzystanie Dąbrowskiego oraz przebywającego we Francji Tadeusza Kościuszkę, do uzyskania poparcia Polaków, które mogło bardzo przydać się armii francuskiej w czasie marszu w głąb Prus. Kościuszko jednak odmówił zaangażowania się w to przedsięwzięcie, gdy nie otrzymał od Napoleona gwarancji odrodzenia państwa polskiego i nadania mu liberalnej konstytucji.
W początkach listopada 1806 roku Dąbrowski i Józef Wybicki wydali odezwę do Polaków żyjących w zaborze pruskim, w której sugerowali, że Napoleon zamierza wskrzesić Polskę, jeżeli Polacy okażą się „godni być narodem” – to znaczy jeśli wspomogą Francuzów zbrojnie w walce z Prusakami. Odezwa ta przyczyniła się do wybuchu zwycięskiego powstania wielkopolskiego, w trakcie którego Polacy rozbrajali wycofujące się oddziały pruskie i organizowali własną administrację oraz struktury wojskowe. Niemal równocześnie armia francuska pod dowództwem marszałka Davouta wkroczyła do Wielkopolski, po czym kierując się dalej na wschód 27 listopada zajęła Warszawę. Tymczasem ze wschodu na pomoc Prusom przybyły wojska rosyjskie, z którymi francuska Wielka Armia starła się 26 grudnia w nierozstrzygniętej bitwie pod Pułtuskiem.

### Sytuacja polityczna na ziemiach polskich
Na opanowanych terenach zaboru pruskiego ustanowiono polską administrację i rozpoczęto pobór do wojska. Początkowo istniały tylko lokalne struktury władzy, ale 14 stycznia 1807 roku utworzono tymczasowy rząd ogólnokrajowy – Komisję Rządzącą. Do największych problemów, które stanęły przed nowymi władzami, należało wyżywienie i zaopatrzenie ogromnej armii francuskiej operującej na ziemiach polskich oraz organizacja oddziałów nowego, polskiego wojska.
Ustanowione pod egidą Francuzów władze polskie miały mocno niepewną pozycję. Wciąż trwała wojna z Rosją i nie było jasne, jaki będzie status ziem zaboru pruskiego po zawarciu traktatu pokojowego. Część polskich elit politycznych sądziła, że Napoleon może oddać chwilowo zajęte terytoria polskie Prusakom. Na niepewność co do przyszłych losów kraju wpływała postawa cesarza Francuzów, który konsekwentnie unikał jasnych deklaracji w sprawie odrodzenia Polski. Atmosfera tymczasowości sprawiała, że większość bogatej szlachty oraz kleru wystrzegała się działań, które mogłyby zostać odczytane jako aktywne poparcie dla Napoleona. Obawiano się bowiem konfiskat majątków i innych represji ze strony władz pruskich w przypadku, gdyby po wojnie przywrócono terytorialny status quo. Ponadto konserwatywnie nastawiona część szlachty oraz biskupi obawiali się wprowadzenia przez Napoleona reform wewnętrznych w duchu liberalnym, kojarzonych w tych kręgach z rewolucją francuską. Z powodu tej wstrzemięźliwości środowiska popierające sojusz z Francją zarzucały arystokracji i Kościołowi katolickiemu brak patriotyzmu.
Ówczesne elity polityczne Polski nie postrzegały współpracy z Napoleonem jako jedynej drogi do odrodzenia państwa. W miesiącach przed wybuchem wojny Prus z Francją otoczenie króla pruskiego sygnalizowało gotowość do zmiany statusu ziem polskich, a część arystokracji w zaborze pruskim liczyła wręcz, że Fryderyk Wilhelm III ogłosi się królem polskim. Takie projekty wysuwali przede wszystkim Antoni Radziwiłł i Feliks Franciszek Łubieński. Kalkulacje te stały się nieaktualne po pruskich klęskach pod Jeną i Auerstedt, jednak sojusz z Francją wciąż nie był dla polskich elit oczywistym wyborem. Oprócz „partii francuskiej” istniało jeszcze stronnictwo skupione wokół księcia Adama Jerzego Czartoryskiego, które upatrywało szans na odrodzenie Polski we współdziałaniu z Rosją. Sam Czartoryski był przyjacielem cara Aleksandra I, a niedługo wcześniej przez kilka lat pełnił w Petersburgu funkcję ministra spraw zagranicznych. Jego nadzieje na unię polsko-rosyjską rozwiały się jednak – na pewien czas – po zawarciu przez Rosję pokoju z Francją w Tylży.

### Pokój w Tylży i kształt nowego państwa
Wojna zakończyła się po zwycięskiej dla Napoleona bitwie pod Frydlandem 14 czerwca 1807, po której armia rosyjska nie była w stanie kontynuować walki. Cesarze Francji i Rosji spotkali się w Tylży, gdzie 7 i 9 lipca 1807 roku podpisano traktaty pokojowe. W myśl ich postanowień oba kraje zawierały sojusz, Rosja przystępowała do blokady kontynentalnej, a Prusy zostały drastycznie okrojone terytorialnie. Z ich wschodniej części utworzono zależne od Francji Księstwo Warszawskie. Nowe państwo obejmowało niemal całe tereny drugiego i trzeciego zaboru pruskiego (bez obwodu białostockiego, który przyłączono do Rosji), a także południową część pierwszego. Powierzchnia Księstwa wynosiła około 104 tysięcy km², a zamieszkiwało je około 2,6 miliona ludzi.
Na początku negocjacji nie było oczywiste, jaki będzie status nowej państwowości polskiej i czy znajdzie się ona we francuskiej, czy rosyjskiej strefie wpływów. Napoleon zaproponował Aleksandrowi I odrodzenie Polski pod berłem rosyjskim, car jednak odmówił i zrewanżował się propozycją utworzenia państwa polskiego z bratem cesarza Francji, Hieronimem Bonaparte, na tronie. Napoleon również nie przyjął tej oferty. W istocie obie propozycje były pułapkami dyplomatycznymi, w które dwaj cesarze usiłowali się nawzajem zwabić. Gdyby car zaakceptował koronę polską, posiadające polskich poddanych Austria i Prusy stałyby się trwałymi wrogami Rosji, obawiając się polsko-rosyjskiej ekspansji własnym kosztem. To ograniczałoby dyplomatyczne pole manewru Aleksandra, który nie miałby alternatywy wobec sojuszu z Francją. Ten stan skłócenia Rosji z Austrią i Prusami był właśnie celem Napoleona, który chciał w ten sposób utrwalić sojusz francusko-rosyjski. Dlatego car nie przyjął propozycji, a sam kierował się podobnymi pobudkami, chcąc osadzić na polskim tronie brata cesarza Francuzów. Takie rozwiązanie gwarantowałoby, że Austria i Prusy będą wrogie wobec Francji i wystąpią przeciwko niej przy pierwszej nadarzającej się okazji. W dodatku powiązanie polskiego państwa z dynastią Bonapartych umożliwiałoby łatwe zlikwidowanie Polski w razie upadku hegemonii napoleońskiej Francji w Europie. Wobec upadku obu wspomnianych koncepcji ostatecznie ustalono, że nowe państwo będzie księstwem zależnym od Francji, jego władcą będzie król Saksonii Fryderyk August I, a nazwa kraju nie będzie odwoływać się do dawnej państwowości polskiej.
Ustalenia dotyczące kształtu Księstwa (w szczególności pozostawienie pod panowaniem pruskim Pomorza) i nazwy nowego państwa wywołały rozczarowanie polskiej opinii publicznej. Decyzje te wynikały jednak z niechęci Napoleona do zaogniania stosunków z Rosją i Austrią, które mogłyby czuć się zaniepokojone zbytnim rozbudzeniem polskich aspiracji terytorialnych. Ponadto w chwili zawierania pokoju w Tylży armia francuska była poważnie osłabiona po ciężkiej kampanii zimowej, w której mimo zwycięstwa nad Rosjanami i Prusakami poniosła ogromne straty. W tej sytuacji osiągnięcie porozumienia było dla Napoleona ważniejsze, niż kwestia nazwy nowego zależnego od niego państwa. Polskie elity polityczne liczyły jednak, że pełna odbudowa terytorialna Polski i przywrócenie państwu nazwy „Królestwo Polskie” nastąpią w przyszłości.
Niewielkie rozmiary Księstwa wpływały negatywnie na możliwości militarne państwa, jako że o rozmiarach armii decydowała wielkość populacji zamieszkującej obszar, na którym mógł odbywać się pobór. Pod względem gospodarczym istotnym czynnikiem był brak dostępu do morza, co ograniczało możliwości eksportu. Handel zagraniczny Księstwa został zresztą i tak poważnie osłabiony przez wprowadzenie blokady kontynentalnej, która uniemożliwiła sprzedaż polskiego zboża do Anglii, wcześniej stanowiącej główny rynek zbytu dla polskiego rolnictwa. Z tych względów Księstwo Warszawskie miało znacząco ograniczony potencjał gospodarczo-militarny.

## Ustrój
Monarchą Księstwa na zasadzie unii personalnej z Saksonią został król Saksonii Fryderyk August I, wnuk króla Augusta III Sasa. Napoleon Bonaparte 22 lipca 1807 w Dreźnie osobiście nadał Księstwu Warszawskiemu konstytucję, której przepisy wzorowano na konstytucji francuskiej z 1799. Cesarz nie zgodził się bowiem na przywrócenie Konstytucji 3 Maja, jako zbyt konserwatywnej. Z jego inicjatywy wprowadzono do konstytucji rewolucyjne na ziemiach polskich zmiany: nadanie wolności osobistej wszystkim mieszkańcom (zniesiono więc poddaństwo chłopów) oraz zrównanie obywateli wobec prawa. Osoby nie będące obywatelami nie miały prawa pełnienia jakichkolwiek urzędów w Księstwie (art. 83 konstytucji).

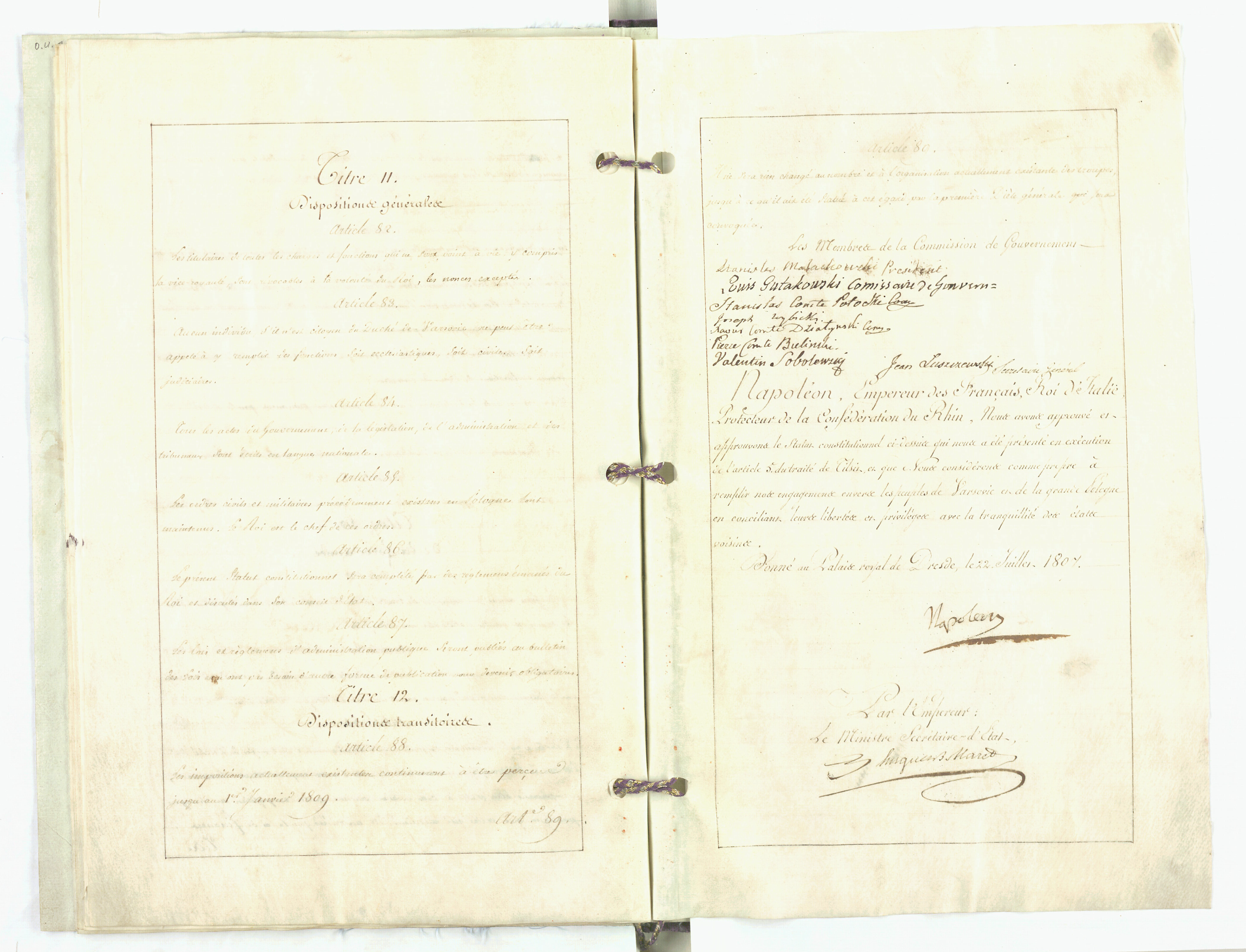
Ostatnia strona oryginału Konstytucji Księstwa Warszawskiego z podpisem Napoleona

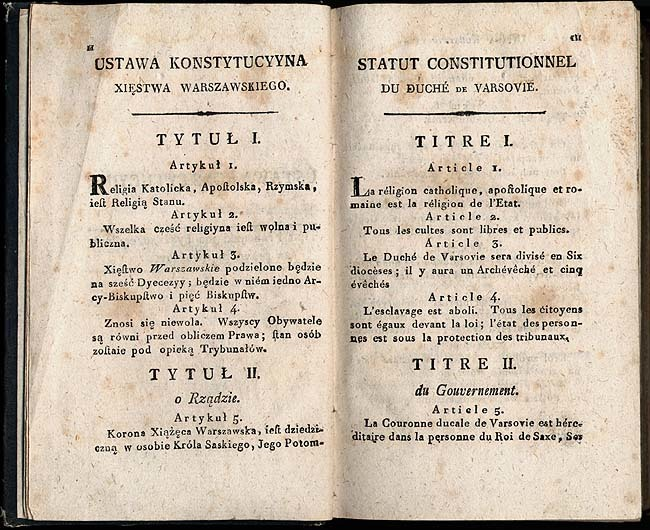
Strona tytułowa pierwodruku Konstytucji (Dziennik Praw, 1808)

Wbrew zasadzie równości szlachta była uprzywilejowana w wyborach do Sejmu (art. 35 Konstytucji), poza tym w niewielkim stopniu uprzywilejowane było mieszczaństwo (art. 58). W rzeczywistości najważniejsze pozycje na szczytach drabiny urzędniczej zajęli przedstawiciele arystokracji i zamożnej szlachty. Radykałowie i dawni jakobini, mimo zasług położonych przy organizacji wojska w latach 1806–1807 oraz w czasie wojny w 1809 roku, odsunięci zostali od rzeczywistej władzy, co powodowało ich przejście do opozycji. Z drugiej strony udziału we władzy nie miała także opozycja konserwatywna, której bazę stanowiły tereny przyłączone w 1809 roku.
Ustrój państwa regulowała konstytucja Księstwa Warszawskiego z 22 lipca 1807 roku. Choć wprowadzono równość wobec prawa i zlikwidowano poddaństwo chłopów, praktycznie niewiele się zmieniło w ich położeniu, gdyż za prawo posiadania gospodarstw musieli nadal spełniać wszystkie dotychczasowe powinności wraz z pańszczyzną, a ich możliwości opuszczenia wsi były bardzo ograniczone (tzw. dekret grudniowy Łubieńskiego). Mimo to prawodawstwo i usytuowanie Księstwa we „francuskiej Europie” wymuszało zmiany w zakresie mentalności i struktur społecznych, a także modernizację. Czyniło państwo nowocześniejszym i sprawniej funkcjonującym.
Król Saksonii, jako książę warszawski, sprawował pełnię władzy wykonawczej oraz posiadał inicjatywę prawodawczą. Dwuizbowy Sejm posiadał bardzo ograniczone kompetencje. Książę mianował tylko przed nim odpowiedzialnych członków Rady Ministrów oraz Rady Stanu. Ministrem Wojny był książę Józef Poniatowski, bratanek króla Stanisława Augusta Poniatowskiego.
Nominalnym organem władzy w Księstwie Warszawskim była Komisja Rządząca powołana dekretem cesarza Napoleona I. Rzeczywistą władzę w Księstwie Warszawskim sprawował rezydent francuski urzędujący w Warszawie. Rezydentami w Księstwie Warszawskim byli kolejno:
- Étienne Vincent w latach 1807–1809
- Jean-Charles Serra w latach 1809–1811
- Louis Pierre Édouard Bignon w 1811 i 1813
- Dominique Dufour de Pradt w 1812.

Na mocy 69. artykułu konstytucji Księstwa kwestie prawa cywilnego regulował Kodeks Napoleona, który wszedł w życie 1 maja 1808 roku. Wprowadzono go jednak bez oficjalnego tłumaczenia i do końca istnienia państwa obowiązującym tekstem Kodeksu był tekst francuski, co powodowało pewien zamęt prawny. Najwyższą władzę sądowniczą sprawował Sąd Kasacyjny Księstwa Warszawskiego.

## Podział administracyjny

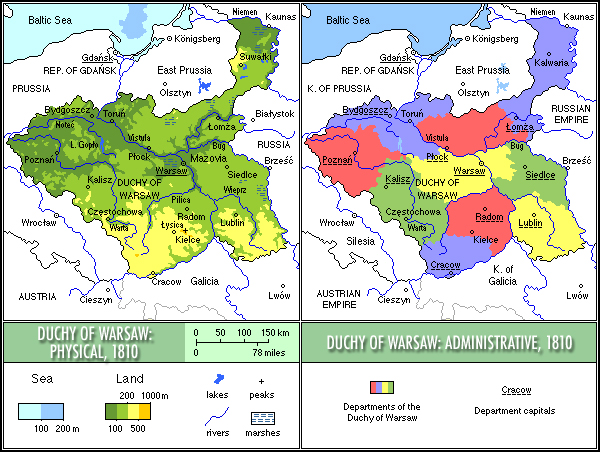
Mapa fizyczna i administracyjna Księstwa Warszawskiego w 1810 roku

Wbrew powszechnej opinii, podział kraju na 6 departamentów oraz 60 powiatów był usankcjonowaniem podziału z czasów administracji pruskiej, a nie francuskiej. Na wzór francuski zorganizowano władze administracyjne departamentów i powiatów. Administracja księstwa znajdowała się pod ścisłą kontrolą rezydentów francuskich i francuskich dowódców wojskowych. Przy Radzie Ministrów Księstwa Warszawskiego stale rezydowali wysokiej rangi urzędnicy napoleońscy, których zadaniem było zapewnienie stałej komunikacji dyplomatycznej pomiędzy Napoleonem i Fryderykiem Augustem I. W rzeczywistości czuwali oni nad wypełnianiem przez administrację Księstwa Warszawskiego dyrektyw cesarskich, przysyłanych z Paryża.

## Gospodarka
Powstanie Księstwa Warszawskiego spowodowało znaczne zmiany polityczne. W zakresie gospodarczym nastąpiło pewne ożywienie, związane z rozwojem handlu z Saksonią, Austrią, Rosją i Francją. Z drugiej strony, w związku z wprowadzeniem blokady handlowej wobec Wielkiej Brytanii, zmalał eksport zboża. Rosnący nieznacznie dochód narodowy w swej lwiej części przeznaczany był na rozbudowę wojska polskiego, a także na utrzymanie wojsk francuskich, przebywających na terytorium Księstwa. Wiele kosztował też udział kilkunastotysięcznej Dywizji Księstwa Warszawskiego w walkach w Hiszpanii z powstańcami hiszpańskimi. Wydatki militarne pochłaniały około dwóch trzecich budżetu Księstwa.
W 1807 roku Napoleon rozdysponował część położonych w Księstwie państwowych majątków ziemskich (o łącznej wartości 20 milionów franków) na rzecz 27 francuskich marszałków i generałów. Nowi właściciele tych majątków cieszyli się daleko posuniętymi przywilejami podatkowymi. Dalsze nadania tego typu, obejmujące ziemie o wartości 10 milionów franków, nastąpiły w 1810 roku, po zdobyciu części ziem zaboru austriackiego, jednak nie zostały realnie przeprowadzone do końca istnienia państwa. Nadane francuskim wojskowym dobra zostały skonfiskowane w czasie rosyjskiej okupacji Księstwa w 1813 roku, po czym wróciły w posiadanie skarbu Królestwa Polskiego.

## Wojna 1809 w Księstwie Warszawskim

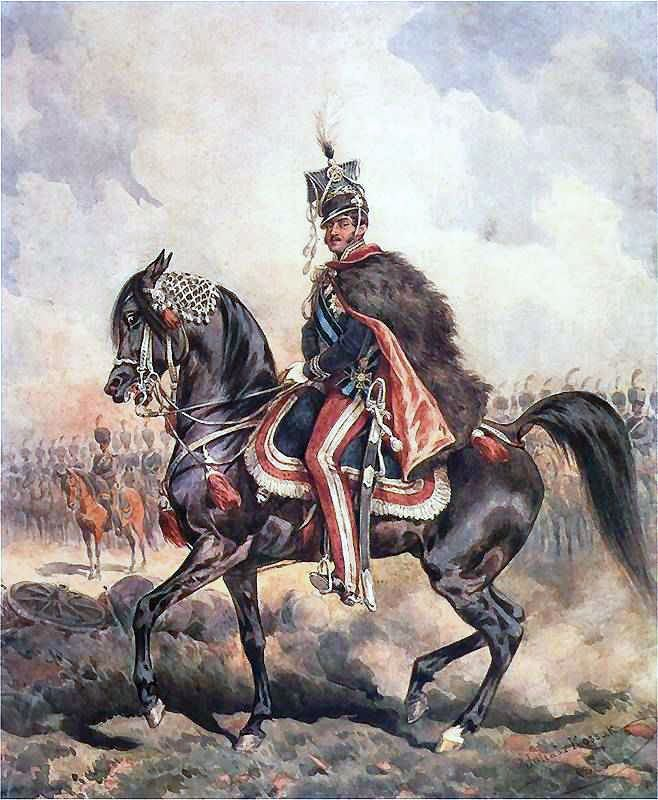
Ks. Józef Poniatowski, wódz naczelny armii Księstwa Warszawskiego na obrazie Juliusza Kossaka Portret księcia Józefa na koniu, 1879

Pozbawione osłony wojsk francuskich, bronione przez wojska polskie i saskie, Księstwo Warszawskie zdołało obronić swoją niepodległość przed naporem wojsk austriackich. Wojska Księstwa Warszawskiego przeszły do kontrofensywy, zajmując należące do zaboru austriackiego Galicję Wschodnią i Zachodnią. Na tym terytorium książę Józef Poniatowski powołał Rząd Centralny Wojskowy Tymczasowy Obojga Galicji, który przejął obowiązki administracji austriackiej.
W myśl postanowień zawartego 14 października 1809 pokoju w Schönbrunnie, kończącego wojnę francusko-austriacką, Księstwo Warszawskie powiększyło się o obszar III (tzw. wówczas Galicja Zachodnia) i skrawek I zaboru austriackiego (cyrkuł zamojski). Przyniosło to wzrost terytorium państwa z 103 do 155 tys. km², a ludności z 2,6 do 4,3 mln osób. Nowe nabytki podzielone zostały na 4 departamenty (krakowski, lubelski, radomski i siedlecki) i 40 powiatów. Bogaty w złoża soli rejon Wieliczki stał się okręgiem autonomicznym pod wspólną administracją Księstwa i Austrii. Część zaboru austriackiego, czyli Kraj Tarnopolski, przekazana został Rosji, podobnie jak wcześniej obwód białostocki (część zaboru pruskiego) przy utworzeniu Księstwa Warszawskiego w 1807.
21 kwietnia 1809 na około trzy tygodnie ewakuowany rząd Księstwa przeniesiono do Torunia, czyniąc zeń na krótko stolicę Księstwa.
2–19 czerwca 1809 roku we Lwowie, zajętym przez wojska Księstwa Warszawskiego dowodzone przez księcia Józefa Poniatowskiego, działał krótko Rząd Centralny Wojskowy Tymczasowy Obojga Galicji pod prezesurą ordynata Stanisława Kostki Zamoyskiego.

## Konfederacja Generalna Królestwa Polskiego

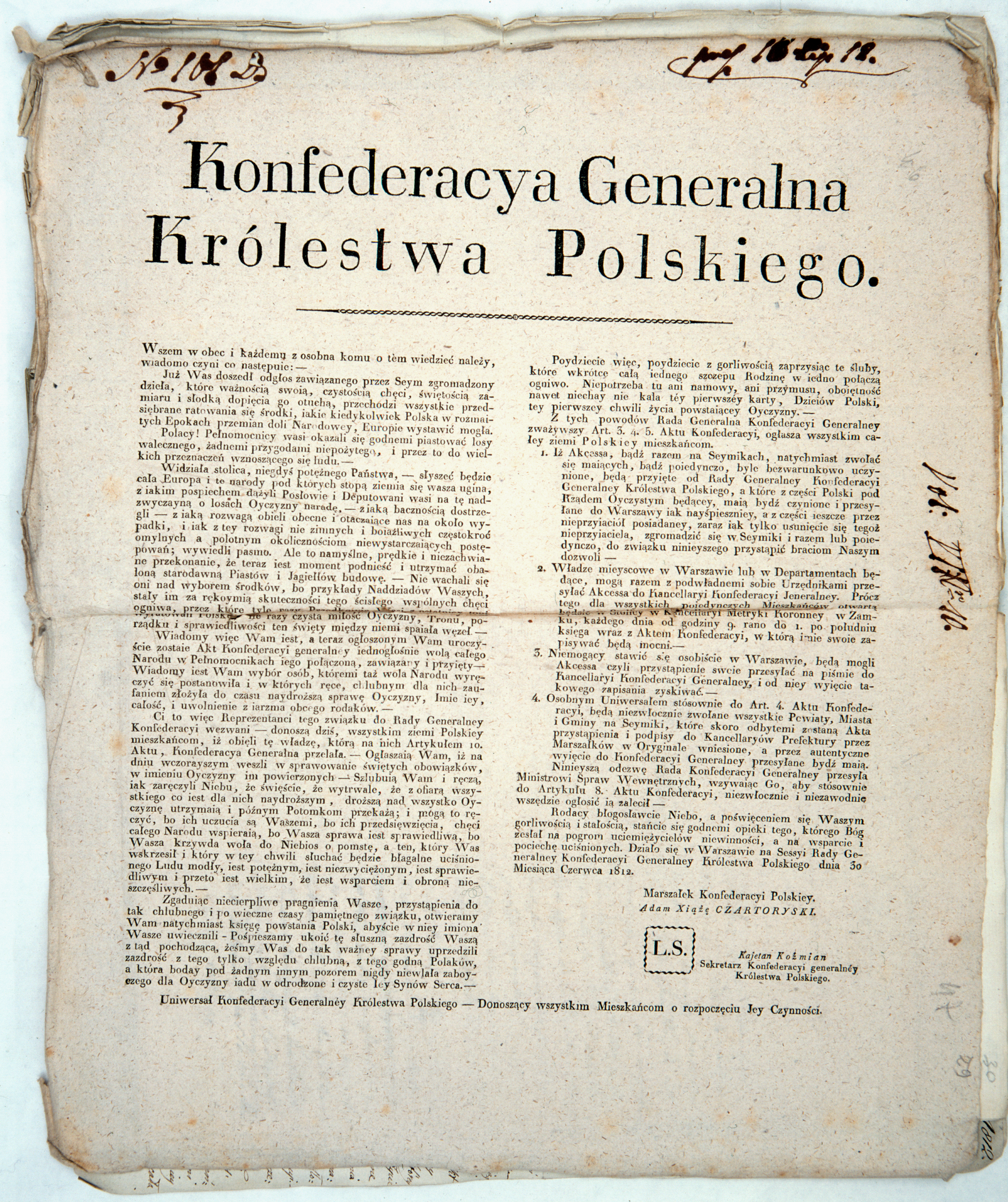
Uniwersał Konfederacji Królestwa Polskiego z czerwca 1812 roku formalnie przywracający Królestwo Polskie.

4 stycznia 1810 ambasador francuski w Rosji Armand Caulaincourt i rosyjski Minister Spraw Zagranicznych Nikołaj Rumiancew podpisali w Petersburgu konwencję, której artykuł I głosił: Królestwo Polskie nigdy nie zostanie odrodzone. Napoleon jednak odmówił jej ratyfikowania.
Na początku 1811 Rosja przerwała blokadę kontynentalną towarów angielskich, zamykając jednocześnie swoje granice dla handlu polskiego. Zrujnowało to polski przemysł sukienniczy i spowodowało poważny kryzys gospodarczy. Zerwaniu uległ także sojusz francusko-rosyjski.
W sytuacji, gdy nieunikniona stała się konfrontacja zbrojna z Rosją, Napoleon udzielił Księstwu pożyczki w wysokości miliona franków na pokrycie żołdu jego armii. Już w maju 1812 przygotowywał z ministrem skarbu Księstwa, Tadeuszem Matuszewiczem, ogłoszenie Konfederacji Generalnej Królestwa Polskiego. 26 maja Fryderyk August I przekazał swym ostatnim dekretem pełnię swojej władzy Radzie Ministrów Księstwa.

## Wojna z Rosją 1812

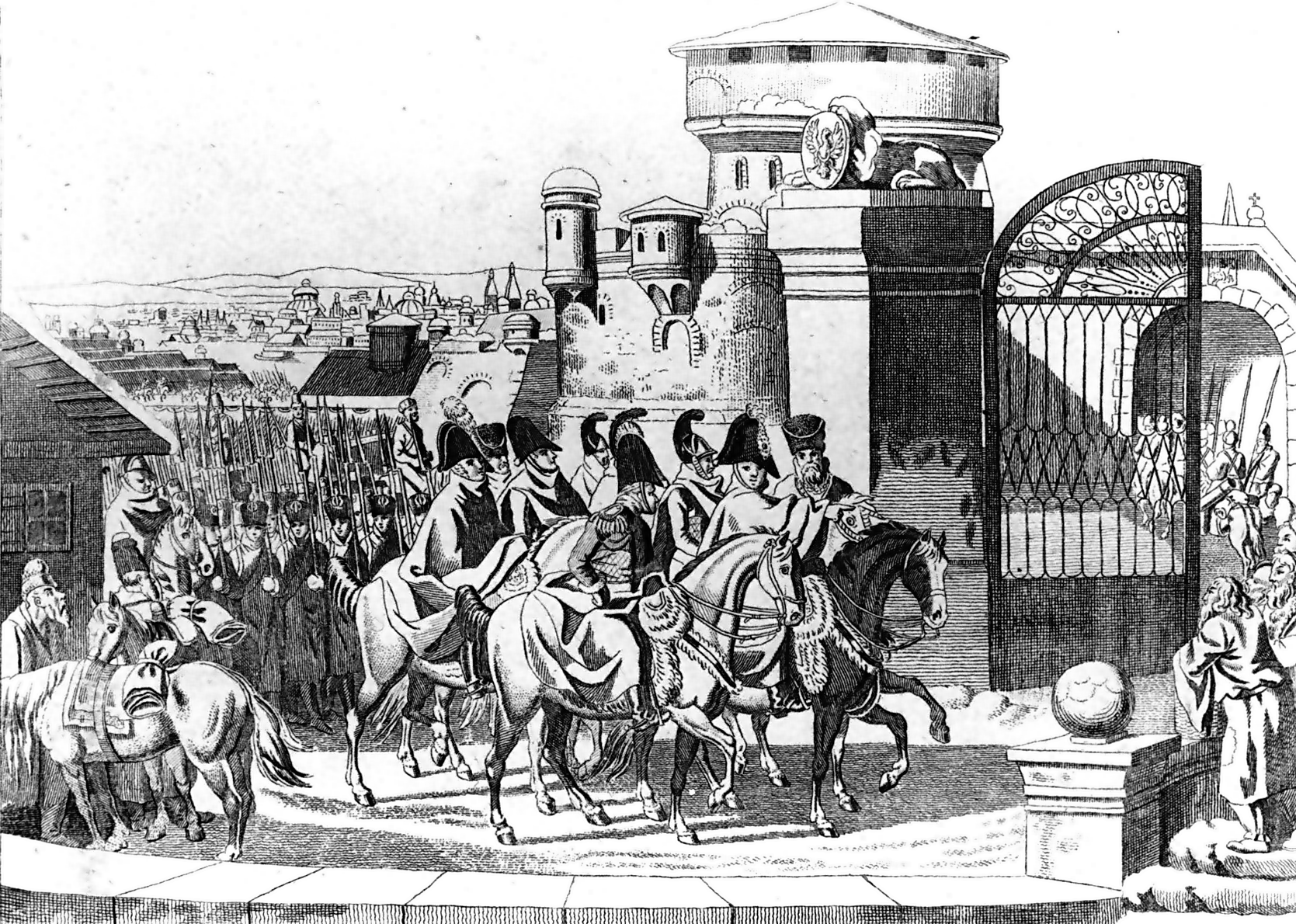
Wkroczenie wojsk rosyjskich do Warszawy w 1813

22 czerwca 1812 Napoleon w Wiłkowiszkach ogłosił w rozkazie dziennym rozpoczęcie drugiej wojny polskiej. 24 czerwca siły koalicji sforsowały Niemen. 26 czerwca zebrał się sejm Księstwa, na sesji którego 28 czerwca ogłoszono przywrócenie Królestwa Polskiego. Napoleon nie zaakceptował tego dokumentu, twierdząc, że najpierw trzeba wygrać wojnę z Rosją.
Rosję zaatakowała Wielka Armia Napoleona, w ramach której walczyło 100 tys. wojska polskiego. Większość oddziałów polskich była rozproszona w jednostkach francuskich, jedynie V Korpus, liczący 35 tys. żołnierzy, pozostawał pod bezpośrednim zwierzchnictwem gen. Józefa Poniatowskiego. Po zajęciu Wilna Napoleon powołał 1 lipca 1812 Komisję Rządu Tymczasowego Wielkiego Księstwa Litewskiego, której zadaniem była tymczasowa administracja na ziemiach litewsko-białoruskich zajętych przez wojska napoleońskie.
Polacy walczyli w bitwie o Smoleńsk i pod Borodino, pierwsi wkroczyli do Moskwy, lecz z moskiewskiej wyprawy wróciło ich niespełna 24 tys. Rząd Księstwa Warszawskiego zamierzał wtedy odwrócić się od Napoleona i ponownie paktować z Aleksandrem I w sprawie odbudowy państwa polskiego. Książę Józef Poniatowski pozostał jednak wierny cesarzowi i wycofał się z ok. 30 tys. wojska polskiego do Saksonii, będącej aliantem Francji. 17 października 1813 został mianowany marszałkiem Francji, dowodził polskim korpusem w Bitwie Narodów pod Lipskiem 18 października 1813 i ranny utonął w Elsterze, osłaniając odwrót armii Napoleona. Resztki armii polskiej wraz z Napoleonem wycofały się potem do Francji i dopiero po jego abdykacji wróciły do kraju pod rosyjską komendę wielkiego księcia Konstantego, brata Aleksandra I.

## Okupacja Księstwa
Po klęsce Napoleona w 1812 w Rosji, na terytorium Księstwa Warszawskiego wkroczyły wojska rosyjskie, kładąc praktycznie kres jego istnieniu. 18 marca 1813 Aleksander I powołał pięcioosobową Radę Najwyższą Tymczasową Księstwa Warszawskiego z prezesem Wasylem Łanskojem, której zadaniem było ściągnięcie z księstwa wysokiej kontrybucji na potrzeby armii rosyjskiej. W latach 1813–1814 Rosjanie pozyskali tą drogą 258 milionów złp. Prawnie Księstwo przestało istnieć w 1815 wskutek decyzji kongresu wiedeńskiego. Sprawa utrzymania samodzielnego Królestwa Polskiego stanęła na porządku dziennym kongresu z inicjatywy Anglii, która chciała jego odtworzenia. Odmienne plany – wchłonięcia Księstwa przez Rosję – miały Austria i Prusy. Do kompromisu doszło w 1814 roku przed powrotem Napoleona z Elby.

## Epilog
3 maja 1815 na kongresie wiedeńskim Rosja podpisała z Prusami i z Austrią konwencje bilateralne o podziale Księstwa Warszawskiego i konwencję trójstronną o utworzeniu Wolnego Miasta Krakowa. Zadecydowano, iż Księstwo zostanie podzielone na 4 części:
- Cesarstwo Austrii zagarnęło okręg Wieliczki
- Królestwo Prus zachodnią część księstwa: Wielkie Księstwo Poznańskie i ziemię chełmińską
- Imperium Rosyjskie środkową i wschodnią część księstwa: Królestwo Polskie
- powstało państwo: Wolne Miasto Kraków.

Gdy kongres wiedeński ostatecznie zdecydował o powstaniu Królestwa Polskiego w unii personalnej z carami Rosji, Aleksander I otrzymał tytuł króla polskiego.
Artykuł 5 traktatów bilateralnych głosił:

„Księstwo Warszawskie, z wyłączeniem części, którymi w inny sposób na mocy powyższych artykułów rozporządzono, połączone jest z Cesarstwem Rosyjskim. Połączone zaś z nim będzie nieodzownie przez swoją konstytucję i posiadane przez Najjaśniejszego Cesarza Wszechrosji, jego dziedziców i następców. Jego Cesarska Mość zachowuje sobie prawo nadać temu państwu, mającemu używać oddzielnej administracji, [urządzenie wewnętrzne], jakie uzna za przyzwoite”.